# Xiaojian (köpinghuvudort i Kina, Jiangsu Sheng, lat 34,13, long 119,65)
Xiaojian är en köpinghuvudort i Kina. Den ligger i provinsen Jiangsu, i den östra delen av landet, omkring 240 kilometer norr om provinshuvudstaden Nanjing. Antalet invånare är 56 515. Befolkningen består av 27 691 kvinnor och 28 824 män. Barn under 15 år utgör 20,0 %, vuxna 15-64 år 71 %, och äldre över 65 år 8,0 %.
Runt Xiaojian är det tätbefolkat, med 550 invånare per kvadratkilometer. Xiaojian är det största samhället i trakten. Trakten runt Xiaojian består till största delen av jordbruksmark.
Genomsnittlig årsnederbörd är 1 055 millimeter. Den regnigaste månaden är juli, med i genomsnitt 294 mm nederbörd, och den torraste är januari, med 14 mm nederbörd.